# Teatro Lope de Vega (Madrid)
El teatro Lope de Vega de Madrid (España) está situado en la Gran Vía. Lleva el mismo nombre que el antiguo teatro de los Basilios inaugurado en Madrid en 1850, ya desaparecido.

## Historia
El teatro Lope de Vega se encuentra en la manzana que ocupa los números 53, 55, 57 y 59 de la Gran Vía, situada entre esta, la calle de San Bernardo y la calle de Isabel la Católica, que ocupa el solar de la desaparecida Casa Profesa de los jesuitas, incendiada en 1931. El solar fue adquirido en 1944 por la Compañía Inmobiliaria Metropolitana (una de las empresas del grupo que luego sería conocido como Metrovacesa). La manzana fue edificada en sólo cuatro años: Edificio Lope de Vega, entre 1945 y 1949, con la dirección de Joaquín Otamendi y Julián Otamendi. Albergaba un gran centro comercial subterráneo, Los Sótanos; el hotel Lope de Vega y un teatro de igual nombre.
El teatro fue inaugurado el 16 de abril de 1949. Se especializó en espectáculos musicales. En 1954 se instaló una pantalla de cine, convirtiéndose en «Teatro Cinema Lope de Vega», inaugurado el 12 de diciembre de ese mismo año.
Actualmente el teatro Lope de Vega ha recuperado su nombre original y desde 1997 es un referente del teatro musical en la Gran Vía, que ha pasado a conocerse como el Broadway español. Éxitos como La bella y la bestia, El fantasma de la ópera, Mamma Mia!, Spamalot, Jesuscristo Superstar, El rey león o Los miserables, todos ellos producciones de Stage Entertainment, han sido disfrutados por infinidad de espectadores. En 2011 sufrió una profunda reforma, respetando su riqueza histórica, para acoger el estreno en España del musical El rey león.
Dispone de servicio de cafetería con tres barras y una capacidad para 1456 personas.